# Austrarchaea harmsi
Austrarchaea harmsi is een spinnensoort in de taxonomische indeling van de Archaeidae.
Het dier komt uit het geslacht Austrarchaea. De wetenschappelijke naam van de soort werd voor het eerst geldig gepubliceerd door Michael G. Rix & Mark S. Harvey, in 2011. 